# Електричний скат Морсбі
Електричний скат Морсбі (Benthobatis moresbyi) — скат з роду глибоководних електричних скатів родини Narcinidae. Інша назва «темний сліпий скат». Замало вивчений вид. Отримав назву на честь англійського військового моряка Роберта Морсбі.

## Опис
Скати середнього розміру 12-35 см, рідше сягають до 39,2 см. Голова овальної форми. Має великі поглиблення. Морда доволі витягнута. Тулуб широкий. Грудні плавці сплощені, мають форму диску. Біля них розташовані бобовоподібні електричні органи. Хвіст потужний, довгий.

## Спосіб життя
Веде донне життя — бентофаг. Зустрічається на глибинах від 787 до 1071 м. Живиться дрібною рибою. Не здатен полювати на більшу рибу внаслідок наявності невеликого електророзряду.
Це яйцеживородний скат.

## Розповсюдження
Мешкає у західній частині Індійського океану: біля узбережжя Сомалі, Ємену та південного заходу Індії.